# Amilcare Solferini
Amilcare Solferini, pseudonimo di Vittorio Actis (Torino, 27 marzo 1870 – Torino, 20 aprile 1929), è stato uno scrittore, poeta e commediografo italiano, che pubblicò le proprie opere, prevalentemente in piemontese. Fu anche giornalista e diresse la rivista Birichin.
Il comune di Torino ha intitolato a Vittorio Actis una via cittadina nel quartiere Parella.

## Concorso Letterario Internazionale Amilcare Solferini
Dal 2015 esiste il Concorso Letterario Nazionale dedicato ad Amilcare Solferini organizzato a Rodallo, frazione di Caluso (città metropolitana di Torino).
Il Concorso Letterario dedicato ad Amilcare Solferini, al secolo Vittorio Actis Dato, nasce per volere del C.A.R.C. di Rodallo, sotto la presidenza di Alessandro Actis Grosso, nel 2015 con l’intento di ricordare un autore torinese e dare voce alle composizioni letterarie di autori locali.
Sino ad oggi è sempre stato un concorso assolutamente gratuito, aperto a tutti, ossia autori singoli o gruppi, suddiviso in due macro-categorie di composizioni:
Poesia e Racconto breve; all’interno di ciascuna di queste gli autori sono divisi tra: Giovanissimi, Giovani, Over, Scolaresche. Con gli anni ha allargato il proprio respiro dall’ambito territoriale locale a quello nazionale.

## Mattonelle Inciampare nella Cultura
Dal Concorso Letterario Nazionale Amilcare Solferini Rodallo nasce il progetto le mattonelle “inciampare nella cultura” si vuole creare la Via dei poeti un itinerario tra persone , istituzioni in tutto il mondo con un semplice obbiettivo portare la bellezza della poesia attraverso una semplice mattonella con incise frasi e poesia.
Il progetto nasce dall’idea di portare in ogni dove testimonianza del Concorso Letterario Amilcare Solferini.
Sono semplici mattonelle in cotto dove su ognuna verrà inciso parte di una poesia/ testo, riconducibile ad un poeta/scrittore che ha partecipato al Concorso Letterario Amilcare Solferini o come onorificenza collegata a personaggi di grande caratura morale.
Su ognuna di esse verrà inciso il sito web www.amilcaresolferini.com per eventualmente poter continuare sia la lettura dell’opera, che consultare tutto l’archivio storico, nonché tutte le notizie, fotografie e reperti passati, del Concorso Letterario Nazionale Amilcare Solferini.
Le mattonelle vanno sistemate in un luogo visibile, preferibilmente pubblico, appese ad una parete.
Queste fotografie verranno catalogate e geolocalizzate in una mappa che tramite il sito internet sarà possibile vedere dove sono posizionate nel mondo.
Nel 2020 per il 150° dalla nascita del Solferini il Carc Rodallo associazione Culturale ha ripubblicato una delle sue opere più celebri: Mentre la tèra a gira.

## Stile
La sua produzione poetica, soprattutto il volume Mentre la tèra a gira, che aveva ottenuto un buon successo, venne paragonata dallo scrittore Pinin Pacòt a quella dei poeti maledetti. Gigi Michelotti individuò la parte migliore della poesia del Solferini nella capacità di cogliere la «verità umile e quotidiana con commossa e fresca ispirazione».
Era considerato scrittore «facile e garbato». Il successo maggiore gli venne dalle opere teatrali, di stampo verista.

## Opere principali

### Poesie
- Soris e smorfie (1894)
- Carmela (1894)
- Sônet e rime (1903)
- Amilcare Solferini, Mentre la tera a gira, illustrazioni di Manca, Torino, Carlo Pasta, 1923.
- Neuit d'invern, poesia[8]

### Commedie
- Dall'album d'un affamato, monologo (1890)
- Alba e tramont (1891)
- Fora d'le rotaie, commedia in tre atti (1894)
- Soa Ecelenssa 'd Porta Palass, commedia in tre atti (1896) – scritto con Guido Marangoni
- L'àutr, commedia in tre atti (1902)
- La pel dl'ors, commedia in tre atti (1903)
- Brava gent (Torino, Teatro Rossini, 23 gennaio 1906)[9]
- Feu e fiame (1908)
- Turineide, rivista (Teatro Torinese, 16 dicembre 1908) – scritto con Giovanni Gastaldi
- La fiastra, commedia in tre atti (Teatro Rossini, 29 novembre 1910)
- Ant 'l pais d'la côcagna (Teatro Parco Michelotti, 18 giugno 1917) – musiche di F. A. Cuneo
- Onesta canaja (nuovo titolo di Brava gent)

### Drammi
- Un cadavere nel Po (1895)
- Ij gargagnan, dramma in 5 atti e un prologo (1897) - scritto con Carlin Tiochèt
- La fam, dramma in tre atti (Teatro Rossini, 14 maggio 1905)
- La roca d'la mort, dramma in 5 atti (1907)
- La canaja, dramma in 5 atti (1909)
- I bougianen, dramma in tre episodi (Teatro Carignano, 26 maggio 1911) – scritto con Giovanni Bertinetti
- Monie quace

### Romanzi
- I gargagnan, romans pôpôlar illustrà, Turin, La Birichina edit., 1893-1894 (a dispense) - scritto con Carlin Tiochèt